# 1000 Second Avenue
1000 Second Avenue – wieżowiec położony w Seattle w stanie Waszyngton. Budowa została ukończona w 1987. Mierzy 150 metrów.